# Parti ouvrier socialiste internationaliste
Le Parti ouvrier socialiste internationaliste est un parti politique espagnol créé en 1980 et se réclamant du trotskisme. Ce parti est membre de la Quatrième Internationale (lambertiste) reproclamée par Pierre Boussel, dit Lambert, en 1993.
Le parti n'a plus montré le moindre signe d'activité depuis le début des années 2010.

## Résultats électoraux
- Élections générales espagnoles de 1986 : 21 853 voix (0,11 %)
- Élections européennes de 1987 : 25 270 voix (0,13 %)
- Élections générales espagnoles de 2000 : 12 208 voix (0,05 %)
- Élections générales espagnoles de 2004 : 8 003 voix (0,03 %)
- Élections européennes de 2004 : 7 976 voix (0,05 %)
- Élections générales espagnoles de 2008 : 7 386 voix (0,03 %)
- Élections européennes de 2009 : 12 344 voix (0,08 %)